# Catocala phrynia
Catocala phrynia là một loài bướm đêm trong họ Erebidae.